# 半乳糖激酶
半乳糖激酶（英語：Galactokinase）是一种催化α-D-半乳糖磷酸化为半乳糖-1-磷酸的磷酸转移酶，在此过程中消耗一分子ATP。半乳糖激酶催化Leloir途径（有机体中将α-D-半乳糖转化为葡萄糖-1-磷酸的代謝途徑）的第二步反应，最早在哺乳动物的肝臟中发现, 后来在酵母、古菌、植物和人类中都有发现。